# Андреев, Виктор Михайлович (тренер)
Андреев Виктор Михайлович (30 сентября 1948) — основатель и главный тренер клуба настольного тенниса "Факел-Газпром" (Оренбург), судья международной категории.

## Биография
Виктор Михайлович Андреев родился 30 сентября 1948 г. в селе Илек Оренбургской области. После окончания школы переехал в город Оренбург и поступил на заочное отделение Омского института физической культуры и спорта. Профессиональную карьеру в качестве детского тренера по настольному теннису начал в 1969 году в городе Оренбурге.
С 1972 по 2003 год Виктор Михайлович возглавлял Федерацию настольного тенниса Оренбургской области.
На протяжении 20 лет Виктор Михайлович представлял судейский корпус СССР и России на крупных международных соревнованиях: судья трех чемпионатов мира и девяти чемпионатов Европы, а также ряда Открытых чемпионатов европейских стран. Главный судья Х летней Спартакиады народов СССР в Нижнем Новгороде.
В декабре 1982 года в Лондоне Виктору Андрееву было присвоено звание «Судья международной категории».
В 1984 году по его инициативе было открыто отделение настольного тенниса в доме культуры и спорта «Дружба», позднее переименованного в «Газовик».
С 1987 по 1996 гг. под его руководством были организованы и проведены шесть чемпионатов СССР и четыре чемпионата России по настольному теннису в городе Оренбурге.
Член исполнительного комитета Федерации настольного тенниса СССР и России.

## Достижения
После завершения судейской карьеры Виктор Михайлович основал и возглавил клуб настольного тенниса «Факел — Газпром» (Оренбург), с момента основания выполнял функцию главного тренера клуба.
Под его руководством клуб стал обладателем семи европейских и пятнадцати российских титулов:
- обладатель Суперкубка Европы (2012 г.)
- пятикратный победитель Лиги европейских чемпионов (2012, 2013, 2015, 2017, 2019 гг.)
- обладатель Кубка Европейской ассоциации настольного тенниса, ETTU (2010 г.)
- одиннадцатикратный чемпион России (2005, 2006, 2008, 2011, 2012, 2014, 2015, 2018, 2020, 2021, 2022 гг.)
- четырехкратный обладатель Кубка России среди команд премьер-лиги (2006, 2009, 2012, 2018 гг.).
В сезоне 2011-2012 гг. игроки клуба «Факел — Газпром» завоевали  суперкубок Европы, кубок Лиги европейских чемпионов, золотые медали чемпионата и кубок России.
В различное время игроками клуба были чемпионы России и Европы, победители Кубка мира и призеры олимпийских игр Сергей Андрианов, Владимир Самсонов, Дмитрий Овчаров и Максим Шмырев.
В 2013 г. по инициативе Виктора Михайловича Андреева был основан Центр настольного тенниса. Среди воспитанников клуба Денис Ивонин (чемпион России 2023 года), Алексей Самохин (победитель первенства мира в составе сборной команды России, призер первенства Европы 2021 года, многократный победитель финалов первенств России), Владислав Банников (бронзовый призер первенства Европы до 16 лет).

## Награды и премии
Орден «За заслуги перед Отечеством 1 степени»
Орден «За заслуги перед Отечеством 2 степени»
Заслуженный работник физической культуры Российской Федерации
Почетный знак «За заслуги в развитии Олимпийского движения России»
Знак «Почетный спортивный судья России»
Знак Почета Европейского Союза настольного тенниса ETTU
Знак «За заслуги в развитии настольного тенниса России»